# Доротея Розумовська
Доротея Розумовська (уроджена Принцеса Доротея цу Зольмс-Гогензольмс-Ліх; 11 грудня 1935, Ліх — 2 січня 2014, там само) — німецька журналістка, публіцистка, графиня.

## Життєпис
Доротея Розумовська народилася в місті Ліх, Гессен, другою з п'яти дітей князя Германа цу Зольмса-Гогензольмса-Ліха та його дружини Гертруди, уродженої баронеси фон Вертерн. Серед її братів і сестер — сільськогосподарський підприємець Філіп Райнгард цу Зольмс-Гогензольмс-Ліх, політик Герман Отто Зольмс і германіст Вільгельм Зольмс. Була одружена з журналістом графом Андреасом Розумовським (1929—2002). У шлюбі народилося троє дітей, у тому числі історик та громадсько-політичний діяч граф Грегор та художниця Катаріна Розумовські.
Разом з чоловіком вона багато років працювала журналісткою у «Frankfurter Allgemeine Zeitung» та на радіостанціях Німеччини, Австрії та Швейцарії, а також у багатьох інших країнах.
Протягом багатьох років працювала волонтером у Німецькому Червоному Хресті, займалася доглядом за хворими на деменцію та була головою сімейного освітнього проєкту «HIPPY-Germany». Від 2008 до 2012 року вона була членом Комісії з питань складних життєвих обставин Міністерства внутрішніх справ і спорту Гессену за пропозицією Ліги незалежних благодійних організацій.

## Вшанування пам'яті
У місті Ліх є вулиця Доротеї Розумовської (Dorothea-Razumovsky-Straße)

## Доробок

### Нехудожня література
- Titos Erbe: Jugoslawien zwischen gestern und heute. Ploetz, Freiburg im Breisgau / Würzburg 1978, ISBN 3-87640-172-0 (= Ploetz-Taschenbücher zum Zeitgeschehen, Band 2).
- Kinder und Gewalt in Südafrika mit Elisabeth Wätjen. Originalausgabe, dtv, München 1988, ISBN 3-423-10870-3.
- Letzte Hoffnung am Kap: Bericht aus dem südlichen Afrika. DVA, Stuttgart 1990, ISBN 3-421-06561-6.
- Chaos Jugoslawien. Historische Ursachen, Hintergründe, Perspektiven. Piper, München / Zürich 1991, ISBN 3-492-11577-2.
- Der Balkan. Geschichte und Politik seit Alexander dem Großen. Piper, München / Zürich 1999, ISBN 3-492-03519-1.

### Романи
- Letzte Liebe. Frankfurt, Weissbooks 2009, ISBN 978-3-940888-44-0.
- Babuljas Glück. Frankfurt, Weissbooks 2011, ISBN 978-3-86337-010-7.

## Нагороди
- орден «За заслуги перед Федеративною Республікою Німеччина» (1996)
- медаль «За заслуги» Регіональної асоціації Німецького Червоного Хреста землі Гессен